# Arkangel
Arkangel is een Belgische metalcore band uit Brussel, opgericht in 1997.

## Artiesten
- Baldur Vilmundarson - vocalist
- David Vande Zande - drummer
- Michel Kirby - gitarist
- Julien Chanut - gitarist
- Clément Hanvic - bassist

## Discografie
- Prayers Upon Deaf Ears - (1998 - MCD, RPP Records)
- Dead Man Walking - (1999 - LP/CD, GoodLife Recordings)
- Hope You Die By Overdose - (2004 - Private Hell Records)
- Arkangel Is Your Enemy - (2008 - GSR Music)